# Rezolucja Rady Bezpieczeństwa ONZ nr 305
Rezolucja Rady Bezpieczeństwa ONZ nr 305 została przyjęta jednomyślnie 13 grudnia 1971 r.
Rada potwierdziła swoje poprzednie rezolucje w kwestii cypryjskiej oraz przedłużyła mandat Sił Pokojowych ONZ na Cyprze na kolejne miesiące, do dnia 15 czerwca 1972 r.
Rada wezwała również wszystkie zaangażowane strony do dalszego działania z największą powściągliwością oraz pełną współpracę z siłami pokojowymi.
Uchwała została podjęta jednomyślnie 14 głosami; Chiny nie brały udziału w głosowaniu.